# 小和田駅
小和田駅（こわだえき）は、静岡県浜松市天竜区水窪町奥領家にある、東海旅客鉄道（JR東海）飯田線の駅。浜松市最北端の駅である。
駅前には何ら施設が無く、また道路が通じていないため自動車では訪問できないことから、鉄道ファンに秘境駅の一つとして認知されている。秘境駅ブームの火付け役であり、『秘境駅へ行こう』の著書で知られる牛山隆信が最初に訪れた駅であり、牛山が作成した「秘境駅ランキング」では全国3位にランキングされている。

## 歴史
当駅開業当時の小和田集落は水窪の北西の玄関口であり、大津峠を通じて水窪市街地と奥三河・南信濃を結ぶ街道上の要所となっていた。また天竜川の川べりに筏だまりがあり、水運による木材輸送中継地ともなっていた。1955年の飯田線付替えに伴い水窪駅と直接結ばれたものの、翌1956年に完成した佐久間ダムにより集落の川に近い部分は水没してしまった。駅周辺の人家は約15分歩いた所に一軒あったが、現在は移転したため小和田集落は無人となり、現在一番近い人家は、そこから険しい山道を40 - 50分程登った先にある塩沢地区の数軒のみとなっている。この塩沢地区への郵便配達は、険しい地形のためにバイクでの配達が困難であるため、郵便局員が列車に乗って郵便物を届けていたが、小和田集落の無人化により、現在列車を利用しての配達は行われていない。

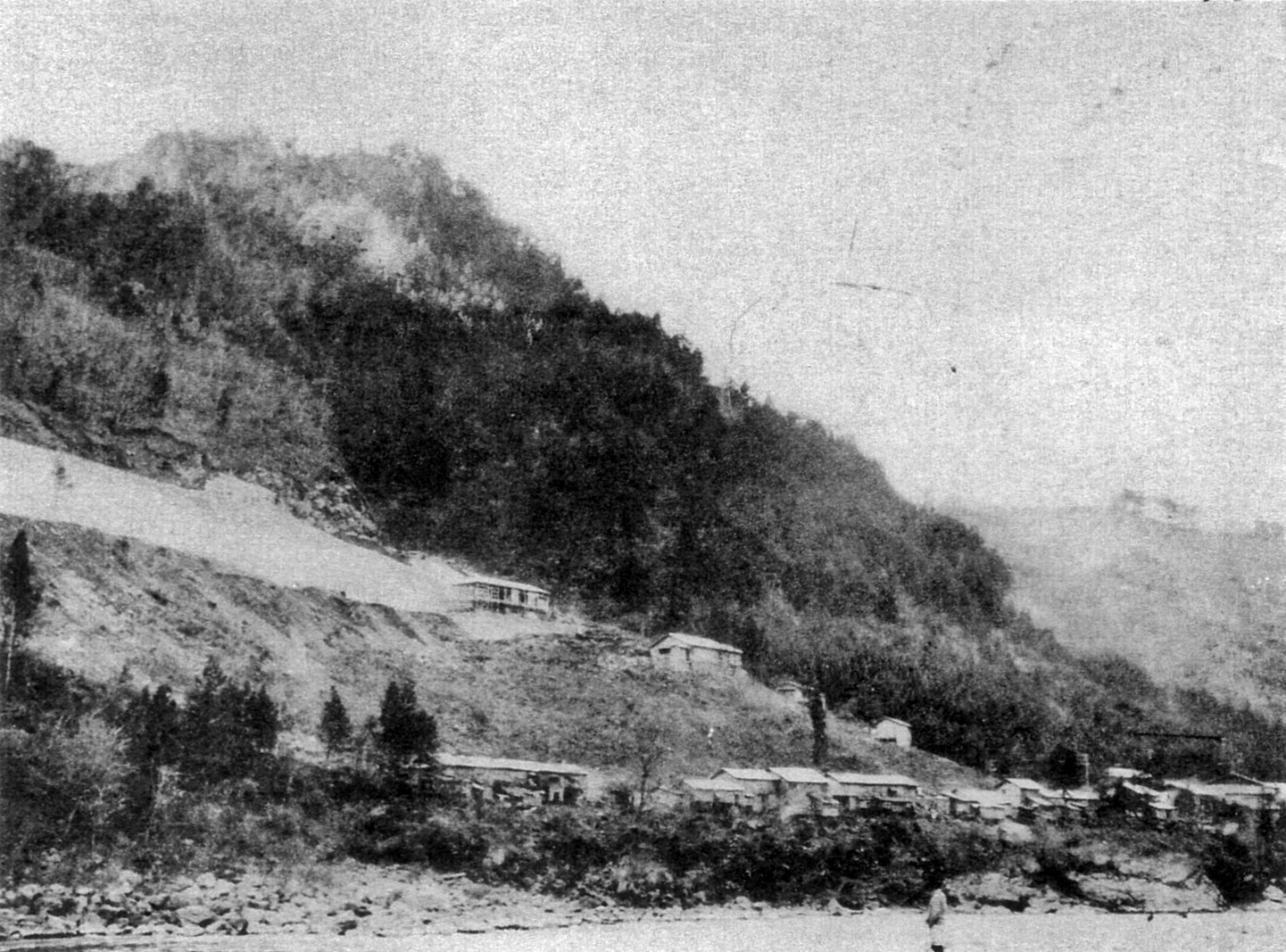
愛知県側から見た建設中の小和田駅。かつてはこのように天竜川沿いに集落が存在した。

また現在、小和田駅から見て天竜川対岸に長野・愛知・静岡県道1号飯田富山佐久間線があり、愛知県北設楽郡豊根村富山地区に通じている。この道は本来天竜川が流れる谷底の集落を繋いでいたもので、飯田線や当駅建設時には資材を運搬する役割も担った。その当時は小和田駅まで車道が通じていたが、その後の佐久間ダム建設で湖底に沈み、対岸の標高の高い所に付替えられたため、現在は愛知県側から直接駅へアクセスすることは出来ない。
これらの経緯により、利用者は当駅目当てにやって来る鉄道ファンを除けば極端に少ない。2014年5月16日放映のテレビ番組『所さんの学校では教えてくれないそこんトコロ!』の「あなたはナゼ秘境駅へ来たんですか?」のコーナーで行った調査では、塩沢集落では自動車が通行可能な道路が整備されたために当駅を利用する住人はおらず、純然たる生活目的の利用者は前述の一軒家に住む老婦人一人しか確認出来なかった。
普段は閑散としているが、1993年の皇太子徳仁親王と皇太子妃雅子の結婚の折には、駅名が皇太子妃の旧姓である小和田（おわだ）と同表記であるとして、恋愛成就にあやかろうとする人々で賑わった。水窪町（当時）は同駅下にある広場で結婚式を開きたいカップルを募集し、うち1組が挙式を行っている。その結婚式を記念して設置された「愛」と書かれたベンチや結婚式の写真等は、現在も残されている。

### 年表
- 1936年（昭和11年）12月30日：三信鉄道（北線）が満島駅（現・平岡駅）から延伸した際の終着駅（一般駅）として開設[1][7]。当時の南線の終着駅であった大嵐駅との間は船舶で連絡した。
- 1937年（昭和12年）8月20日：大嵐 - 小和田間開通、三河川合駅への既存線（南線）と接続し途中駅となる。これに伴い三信鉄道及び豊川鉄道・鳳来寺鉄道・伊那電気鉄道を介して吉田（現・豊橋駅） - 辰野駅間全通[7]。
- 1943年（昭和18年）8月1日：三信鉄道線が飯田線の一部として国有化され、運輸通信省（後の日本国有鉄道）の駅となる[7]。
- 1971年（昭和46年）12月1日：貨物・荷物扱い廃止[8]。旅客駅化[8]。
- 1984年（昭和59年）2月24日：飯田線CTC化に伴い無人駅化[2][9]。
- 1987年（昭和62年）4月1日：国鉄分割民営化に伴い、JR東海の駅となる[10]。
- 2008年（平成20年）1月27日：ホーム1面撤去、棒線駅化。

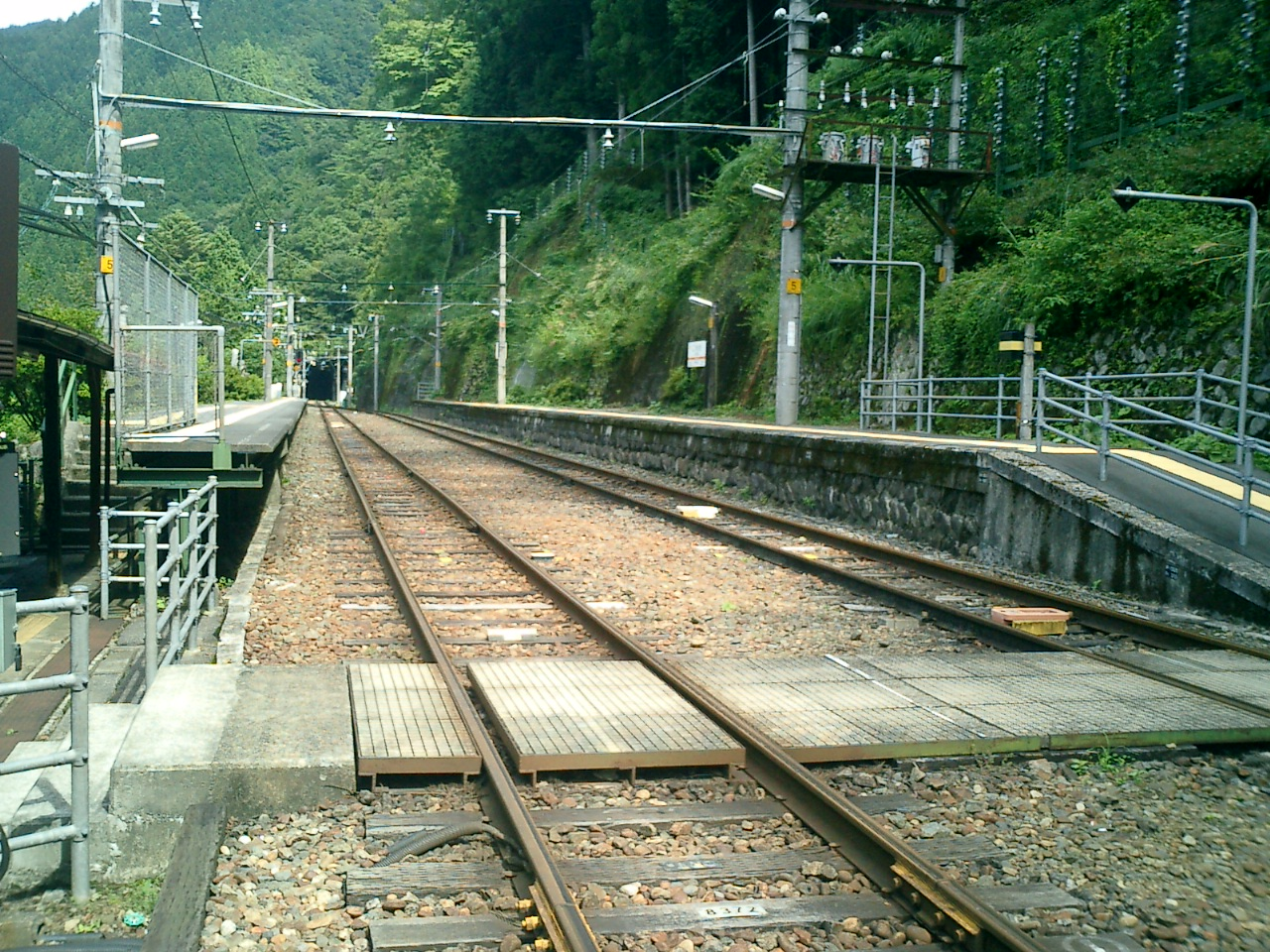
2面2線時代のホーム（2005年9月）

## 駅構造
単式ホーム1面1線を有する地上駅。豊橋（上り）側のトンネル手前に保線車両用引込線がある。中部天竜駅管理の無人駅であり、無人駅化後も駅舎が残されている。2020年以降に入ってからこの駅舎前に朽ちたスーパーカブが立て掛けられている。
以前は汲取り式トイレと稼働を停止した飲料の自動販売機(前述のご成婚ブーム時に設置された)が駅舎前に設置されていたが、2013年に使用停止となり後に撤去・解体された。
無人駅だが、臨時急行列車「飯田線秘境駅号」が運行される際には停車駅となっており、列車運行に合わせて数名の職員が常駐する（ホーム及び駅周辺の案内・誘導のみを行い集改札業務は行わない）。
以前は相対式ホーム2面2線であったが、2008年（平成20年）1月に駅舎と反対側のホームが使用中止され、棒線駅となった。使用中止となった側の線路は撤去されてバラストが積まれ、ホームも立入禁止となった。

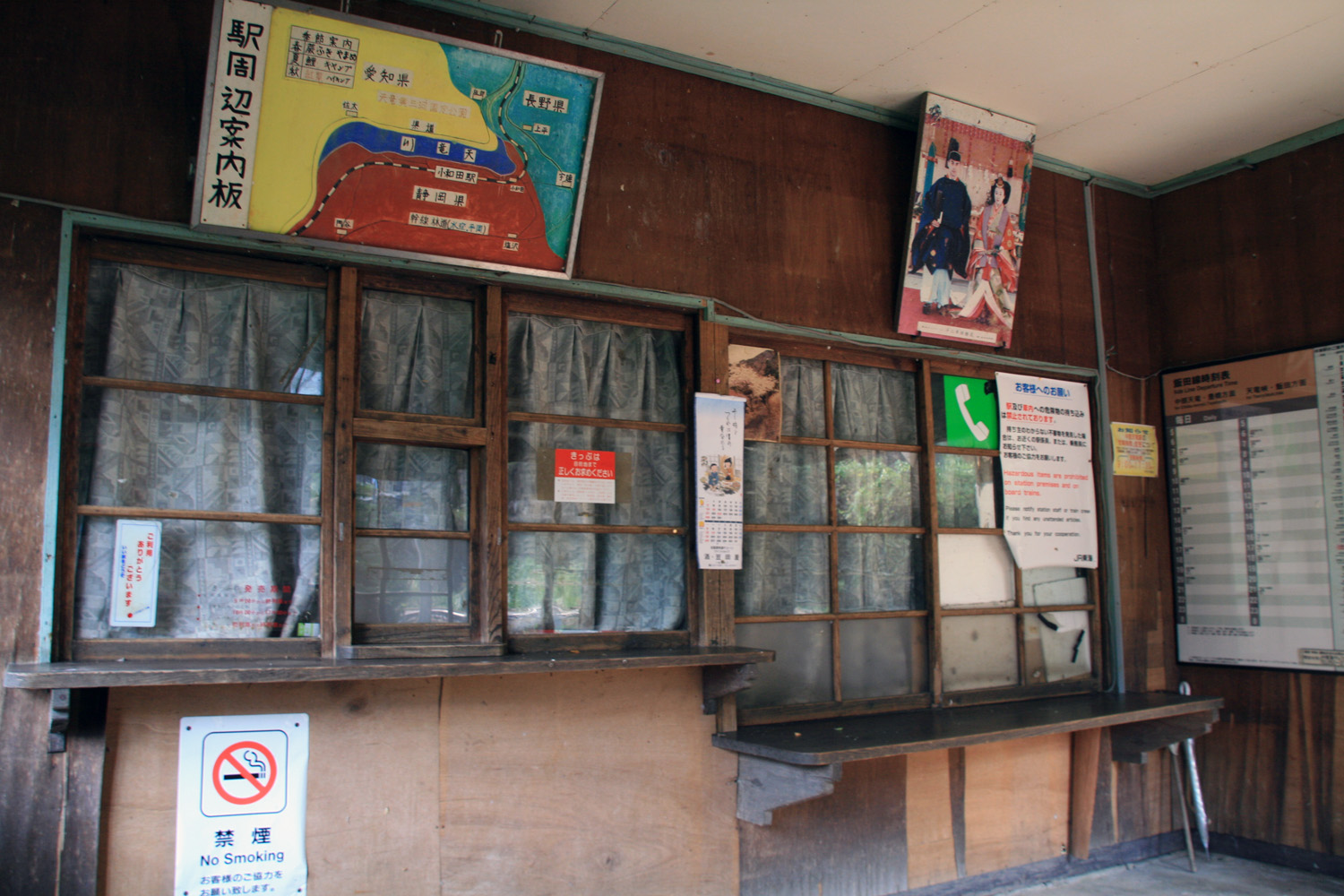
駅舎内部（2008年9月）
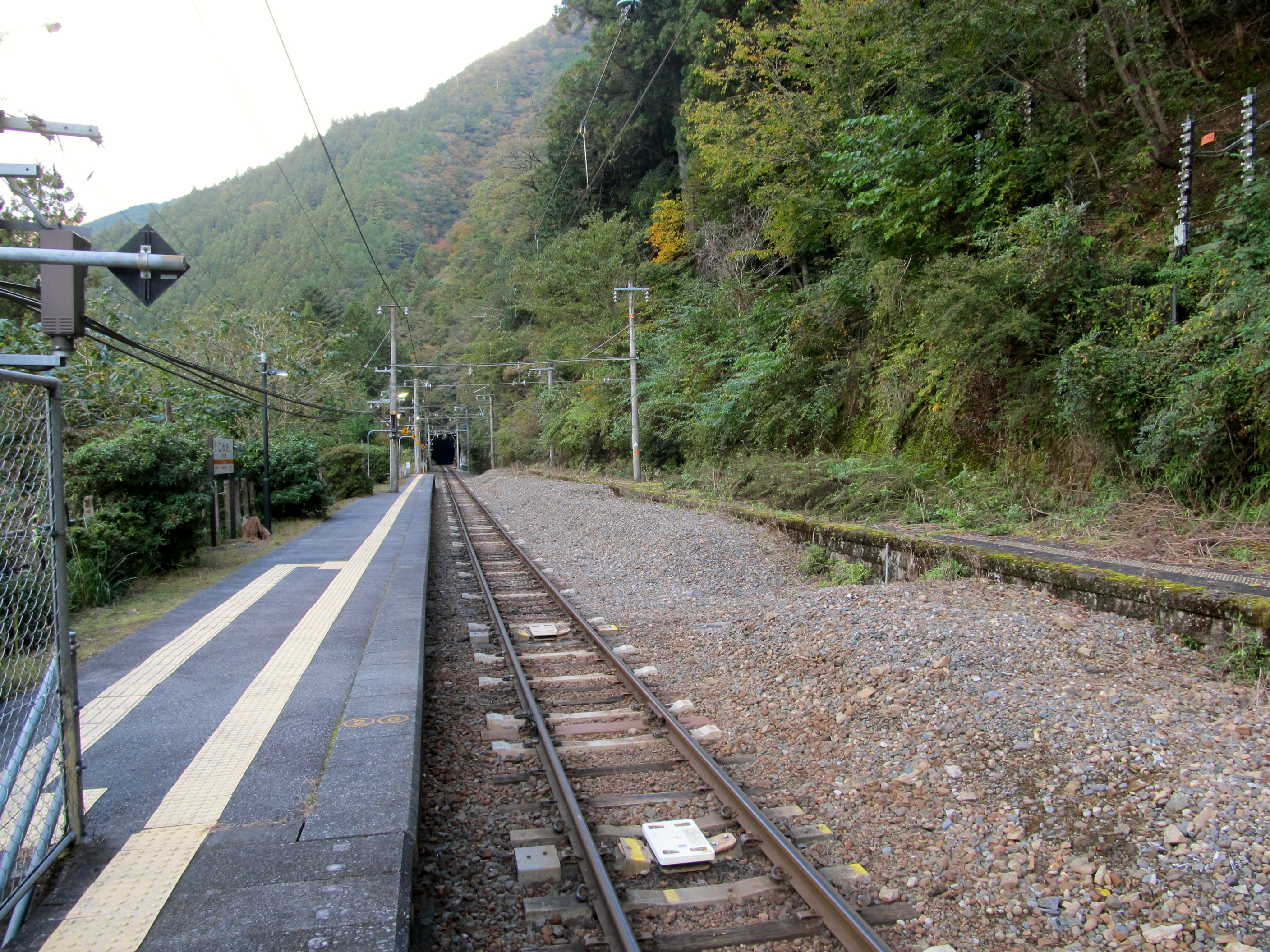
ホーム（2022年10月）
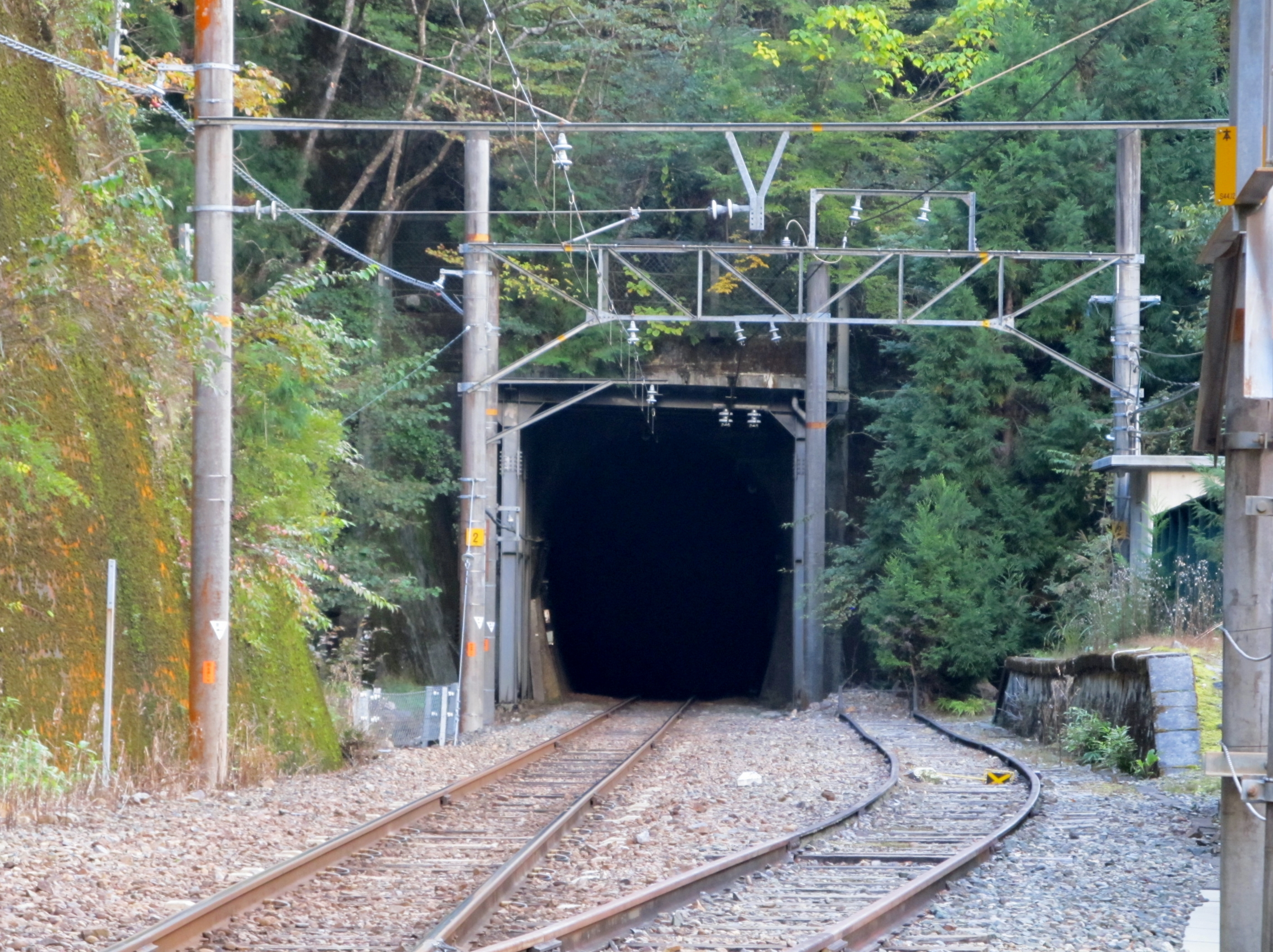
引き込み線（2022年10月）

## 利用状況
「静岡県統計年鑑」及び「浜松市統計書」によると、近年の1日平均乗車人員は以下の通りである。
| 年度   | 1日平均 乗車人員 |
| ------ | ---------------- |
| 1993年 | 10               |
| 1994年 | 11               |
| 1995年 | 9                |
| 1996年 | 6                |
| 1997年 | 7                |
| 1998年 | 7                |
| 1999年 | 6                |
| 2000年 | 6                |
| 2001年 | 不明             |
| 2002年 | 不明             |
| 2003年 | 不明             |
| 2004年 | 不明             |
| 2005年 | 不明             |
| 2006年 | 7                |
| 2007年 | 8                |
| 2008年 | 5                |
| 2009年 | 7                |
| 2010年 | 6                |
| 2011年 | 6                |
| 2012年 | 6                |
| 2013年 | 6                |
| 2014年 | 6                |
| 2015年 | 6                |
| 2016年 | 5                |
| 2017年 | 8                |
| 2018年 | 3                |
| 2019年 | 3                |

## 駅周辺
前述の通り、駅周辺には目立った施設は無い。

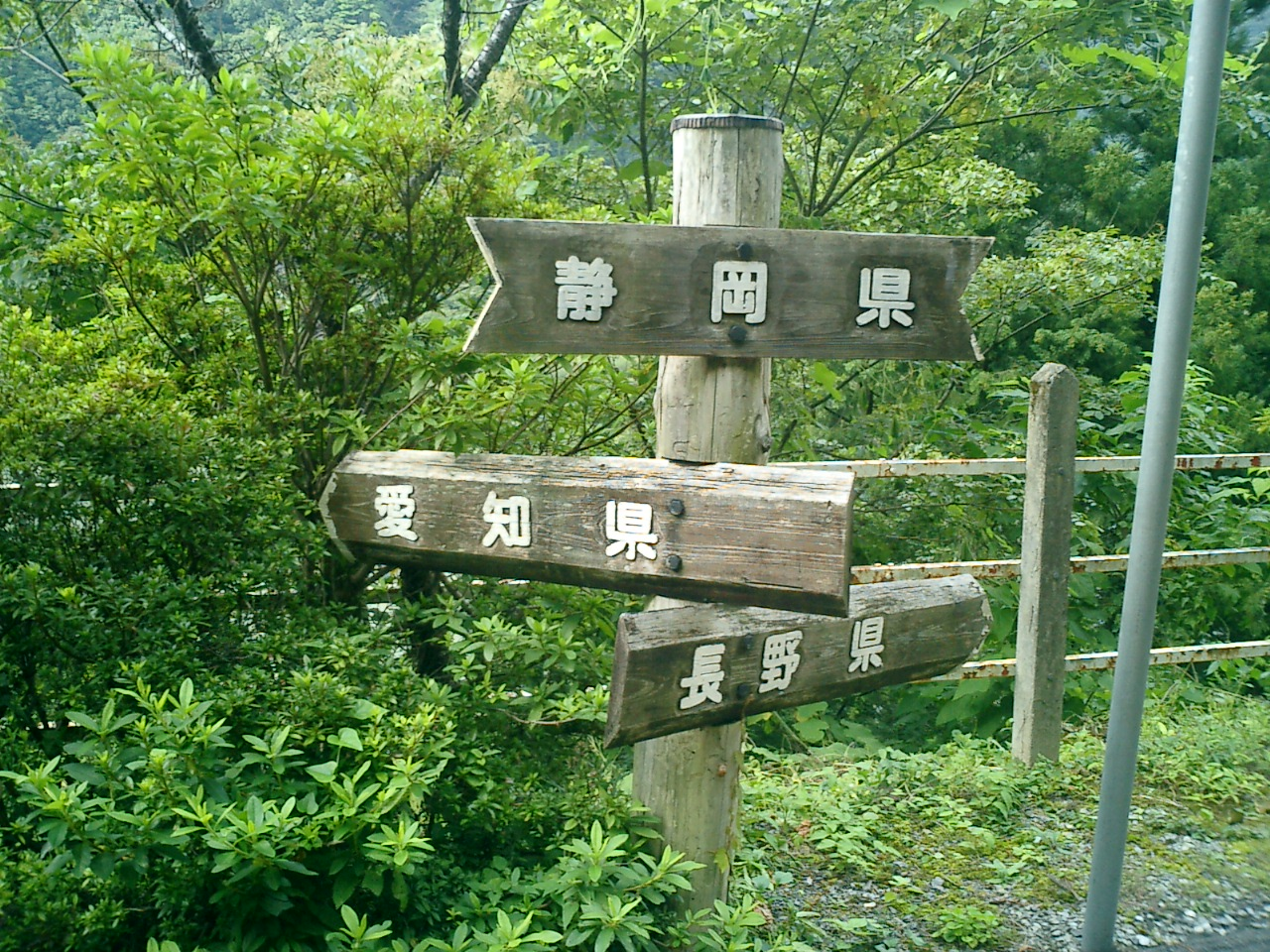
小和田駅は3県の県境の近くにある。

駅前には住居跡と製茶工場跡がある。製茶工場跡の下の道には、佐久間ダム建設の際転落したとされるミゼットの廃車が転がっている。
飯田線が事実上唯一の交通手段であるため、警察官による巡視にも飯田線が利用されている。
駅自体は静岡県浜松市に属するが、駅舎の電力メーターの保守・検針は長野県の中部電気保安協会職員が行っており、検針の際にも飯田線が利用されている。
- 天竜川（佐久間湖）
- 小和田池之神社
- 塩沢集落

なお、同駅に設置されていたトイレは2013年に使用停止、撤去された。

## 隣の駅
東海旅客鉄道（JR東海）
CD 飯田線
- 臨時急行「飯田線秘境駅号」停車駅

■快速
通過
■普通
大嵐駅 - 小和田駅 - 中井侍駅